# Michal Jursa
Michal Jursa (Munkács, 1935. november 19. – 1983. augusztus 2.) csehszlovák nemzetközi labdarúgó-játékvezető.

## Pályafutása

### Nemzetközi játékvezetés
A Csehszlovák labdarúgó-szövetség Játékvezető Bizottsága (JB) 1971-ben  terjesztette fel nemzetközi játékvezetőnek, a Nemzetközi Labdarúgó-szövetség (FIFA) bíróinak keretébe. Több nemzetek közötti válogatott és klubmérkőzést vezetett vagy partbíróként tevékenykedett. A csehszlovák nemzetközi játékvezetők rangsorában, a világbajnokság-Európa-bajnokság sorrendjében többedmagával a 6. helyet foglalja el 5 találkozó szolgálatával. Az aktív nemzetközi játékvezetéstől 1978-ban búcsúzott.

#### Világbajnokság
A világbajnokság döntőjéhez vezető úton Németországba a X., az 1974-es labdarúgó-világbajnokságra, valamint Argentínába a XI., az 1978-as labdarúgó-világbajnokságra a FIFA JB bíróként alkalmazta.
| Időpont            | Helyszín                      | Mérkőzés típusa           | Mérkőzés          | Eredmény | Nézők száma |
| ------------------ | ----------------------------- | ------------------------- | ----------------- | -------- | ----------- |
| 1973. október 31.  | Parc Astrid Stadion, Brüsszel | előselejtező (3. csoport) | Norvégia–Belgium  | 0 : 2    | 14 303      |
| 1976. október 31.  | Atatürk Stadion, İzmir        | előselejtező (3. csoport) | Törökország–Málta | 4 : 0    | 68 034      |
| 1977. november 16. | São Luís Stadion, Faro        | előselejtező (1. csoport) | Portugália–Ciprus | 4 : 0    | 13 000      |

#### Európa-bajnokság
Kettő európai torna döntőjéhez vezető úton Belgiumba a IV., az 1972-es labdarúgó-Európa-bajnokságra valamint Jugoszláviába az V., az 1976-os labdarúgó-Európa-bajnokságra az UEFA JB játékvezetőként foglalkoztatta.
| Időpont            | Helyszín                     | Mérkőzés típusa           | Mérkőzés          | Eredmény | Nézők száma |
| ------------------ | ---------------------------- | ------------------------- | ----------------- | -------- | ----------- |
| 1971. november 17. | Philips Stadion, Eindhoven   | előselejtező (7. csoport) | Luxemburg–Holland | 0 : 8    | 12 561      |
| 1975. június 11.   | Vasil Levski Stadion, Szófia | előselejtező (8. csoport) | Bulgária–Málta    | 5 : 0    | 27. 560     |

## Külső hivatkozások
- Michal Jursa. World Referee. [2011. december 19-i dátummal az eredetiből archiválva]. (Hozzáférés: 2011. január 10.)
- Michal Jursa. scoreshelf.com. [2016. március 10-i dátummal az eredetiből archiválva]. (Hozzáférés: 2011. január 10.)
- Michal Jursa. footballdatabase.eu. (Hozzáférés: 2011. január 10.)
- Michal Jursa. zerozerofootball.com. (Hozzáférés: 2011. január 10.)[halott link]